# Johann Altfuldisch
Johann Altfuldisch (ook Hans Altfuldisch) (Bad Brückenau, 11 november 1911 - Landsberg am Lech, 28 mei 1947) was een SS-Obersturmführer en Schutzhaftlagerführer in diverse concentratiekampen in nazi-Duitsland.
Altfuldisch was lid van de NSDAP (lidnummer 397.051) en SS (lidnummer 14.958). In 1936 ging hij aan de slag in concentratiekamp Sachsenhausen. Twee jaar later ging hij in dienst bij de Waffen-SS.
In datzelfde jaar werd hij overgeplaatst naar concentratiekamp Mauthausen. Hij werd daar al snel de tweede man van het hoofdkamp en was bij vrijwel alle beslissingen betrokken. Hij was betrokken bij diverse executies.
Na het einde van de Tweede Wereldoorlog werd Altfuldisch berecht door het US Military Court in Dachau. Hij werd aangeklaagd en schuldig bevonden aan het executeren van een bepaalde etnische groep en krijgsgevangenen. Hij werd op 28 mei 1947 in de gevangenis van Landsberg opgehangen. Zijn laatste woorden waren: "Ich sterbe für Deutschland".